# La Revanche
Ne pas confondre avec le journal La Revanche.
La Revanche est un film français réalisé par Pierre Lary, sorti en 1981.

## Synopsis
Jeanne Jouvert, romancière sous le pseudonyme de Beauvau, vient de recevoir le prix du Quai des Orfèvres. Mais son éditeur choisit à son insu de faire un coup de publicité : attribuer ce succès à l'époux de l'auteur, Alfred, commissaire de police. Jeanne est furieuse, surtout qu'Alfred se laisse griser par le succès. Il se laisse féliciter par ses supérieurs, et finit par s'attribuer de lui-même l'ouvrage.
Anne Beaufort, amie de Jeanne, est mariée au marchand d'armes Jacques Beaufort, qu'elle pense travailler dans l'agroalimentaire. Au cours d'un dîner de travail de celui-ci, elle est obligée de remplacer leur serveuse, et découvre elle aussi que son conjoint la croit plus naïve qu'elle n'est.
Toutes deux finissent par se faire une raison, convaincues par leurs maris respectifs. Anne regrette notamment sa condition d'assistée, étant donné qu'elle ne travaille pas, ce qui l'empêche financièrement de quitter son mari. Albert continue à décevoir Jeanne : il laisse s'organiser un braquage pour coffrer une bande de braqueurs, et l'un d'eux est tué par Alfred au moment d'être pris. À la suite de cette affaire, il part en plein dîner d'amis rejoindre sa maîtresse. Jeanne ne supporte plus les frasques d'Alfred, et décide d'en finir une bonne fois pour toutes avec ce mariage. Elle commence par lui interdire de revenir au foyer conjugal, puis convainc Anne de l'accompagner dans l'aventure.
Les deux femmes s'allient alors à Sylvie Noec, une détenue qui vient d'être libérée après avoir été condamnée pour avoir servi de couverture à son petit ami lors d'un braquage. Le plan de Jeanne est d'organiser un braquage qui sera leur revanche sur les hommes. Alfred Jouvert a rapidement regagné ses pénates, mais pour en voir sa femme sortir ; désireux de trouver ce qu'elle a derrière la tête, il la surveille de près. Il apprend qu'elle s'intéresse à Sylvie Noec, mais Jeanne lui fait croire qu'il s'agit du sujet d'un nouveau livre. Pour le rassurer complètement, elle se réemménage avec lui, mais les femmes continuent de préparer leur action.
Un des amis des Beaufort, Alexandre Degueldre, reçoit chaque fin de semaine toutes les recettes de Paris ; le trésor, estimé par Alfred à deux milliards de centimes, devient la cible de leur vengeance. Sylvie est chargée de séduire Alexandre, organisant un accident de voiture pour harponner sa proie. Elle le conquiert, afin de pouvoir ouvrir le jour venu la porte de l'appartement à ses deux complices, après avoir endormi son amant. Se faisant passer pour des hommes déguisés en femmes, elles braquent sans trop de problème le coffre, mais n'ont pas le temps de partir des lieux avant l'arrivée de la police. Mais elles ne sont pas soupçonnées, étant donné qu'Alfred, à la tête du détachement, savait qu'elles devaient être dans le voisinage. Peu après, Anne quitte son mari, et part à Londres rejoindre Sylvie. Quant à Jeanne, son mari lui fait comprendre que les détails de l'enquête la désignent avec Anne comme coupable ; mais il a décidé de classer l'affaire, et semble accepter le départ prochain de sa femme.
Enfin riches, les braqueuses s'apprêtent à partir de Londres pour Rio de Janeiro quelques jours plus tard ; elles ont l'intention d'y acheter un yacht, afin d'y placer une station émétrice et diffuser leur propre radio dans les eaux internationales. Mais Sylvie, tombée amoureuse d'Alexandre, finit par le rejoindre en apprenant qu'il a été renvoyé de son travail à cause du casse. Anne, sous un faux-nom, appelle son mari pour qu'il vienne à Heathrow ; en le voyant complètement perdu, prêt à abandonner son métier, elle décide de rester avec lui pour l'entretenir. Quant à Jeanne, elle monte dans l'avion pour y découvrir son mari, qui s'est dénoncé à sa place auprès des médias. Furieuse de le voir une fois de plus lui voler sa réussite, Jeanne part en courant, déclarant vouloir "rendre l'argent".

## Fiche technique
- Titre : La Revanche
- Réalisation et adaptation : Pierre Lary
- Scénario et dialogues : Jacques Kirsner
- Assistants réalisateurs : Jacques Faure, Pascale Dallet, Fabrice Larère
- Photographie : Jean Rozenbaum
- Décors : Serge Douy
- Montage : Jean-Yves Rousseau
- Musique : Claude Bolling
- Son : Pierre Befve, Jack Jullian
- Production : T.D Productions, Films Antenne 2
- Directeur de production : Pierre Pardon
- Producteur délégué : Alain Terzian
- Distribution : UGC
- Pellicule 35 mm, Fujicolor
- Durée : 98 minutes
- Date de sortie : 16 décembre 1981

## Distribution
- Annie Girardot : Jeanne Jouvert, la femme du commissaire et romancière
- Victor Lanoux : le commissaire Alfred Jouvert, chef de l'antigang
- Claude Rich : Jacques Beaufort, le riche mari d'Anne
- Dominique Labourier : Anne Beaufort, une amie de Jeanne et épouse de Jacques
- Catherine Alric : Sylvie Noec
- Philippe Avron : Alexandre Degueldre
- Gérard Boucaron : Marcel
- Bruno Garcin : l'inspecteur Morland
- Greg Germain : l'inspecteur Bastiani
- Raquel Iruzubieta : Bianca
- Jean-Pierre Sentier : Jo Storti
- Jacqueline Chabridon : la journaliste
- Gérard Holtz : le journaliste T.V
- Didier Flamand : l'éditeur
- Fabienne Mai : Suzanne